# Trójkąt Google

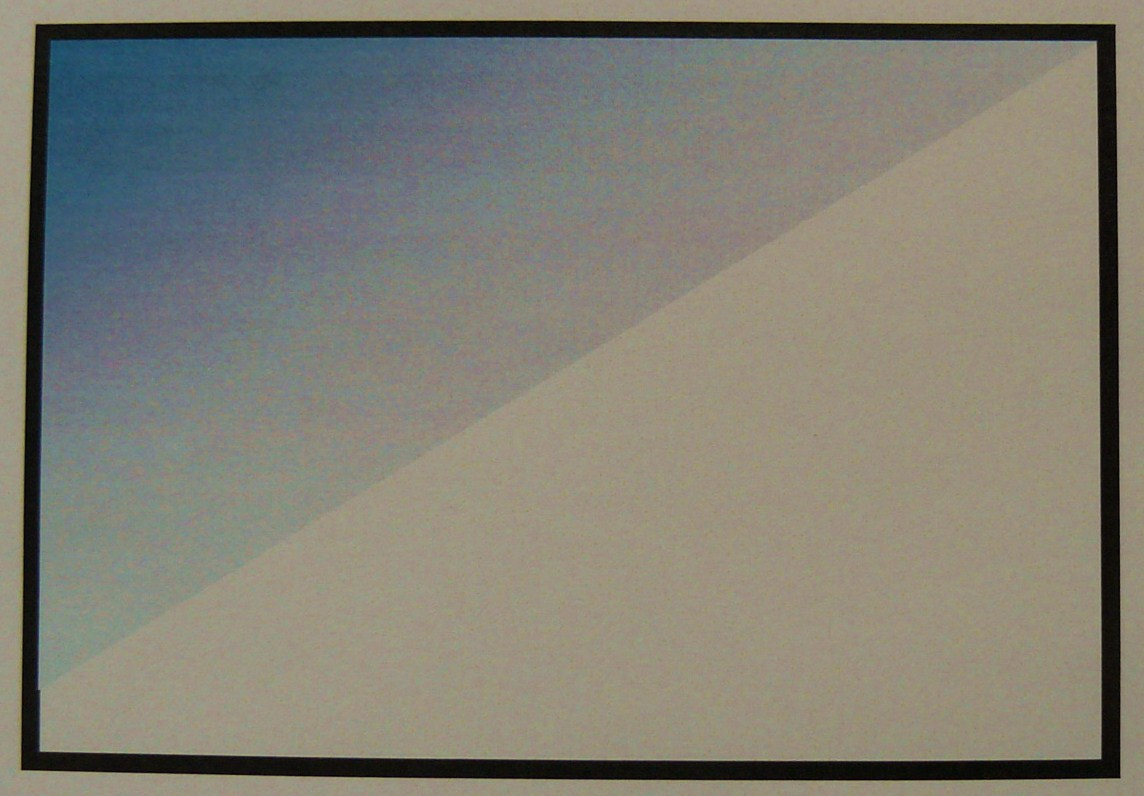
Przybliżone wyobrażenie trójkąta Google

Trójkąt Google - obszar największej oglądalności strony wyszukiwarki Google na monitorze komputerowym.
Trójkąt Google to lewa górna część widocznego pola wyszukiwarki. Najczęściej użytkownik widzi tylko pierwsze trzy linki w wyświetlonych wynikach niesponsorowanych. Poniżej oglądalność spada znacząco, aż do 20% na dole listy pierwszej strony. Oglądalność wynosi ponad 50% gdy link znajduje się w tzw. polu above the fold, tj. widocznym bez potrzeby używania suwaka przez użytkownika. 